# Lesbisch separatisme
Lesbisch separatisme is het bewust en actief vermijden van contacten en samenwerking met mannen door lesbische vrouwen. De strategie is een kenmerk van de emancipatiebeweging lesbisch feminisme en was vooral van belang in de jaren zeventig en tachtig. Het ontstond in de beginjaren van de homo-emancipatie, toen lesbische vrouwen de westerse samenlevingen nog veel te verwijten hadden. Radicale ideologie van die tijd stelde dat lesbische vrouwen hun eigen emancipatie en tegelijk de vrouwenstrijd het best konden dienen door zich buiten de maatschappij te organiseren en te profileren.
Van grote betekenis voor het lesbisch separatisme was het boek Lesbian Nation: The Feminist Solution van de Amerikaanse auteur Jill Jonhston. Uit het boek en de lesbisch-feministische ideologie ontstond de gedachte van een wereldwijde gemeenschap van alle lesbische vrouwen, onderling verbonden door de separatistische Lesbian Nation. Duizenden vrouwen schaarden zich erachter door het vormen van gemeenschappen en het stichten van talloze vrouweninstellingen, communes en een (lesbische) vrouwencultuur. De gedachte van het 'bouwen aan het lesbisch land' gaf betrokkenen het gevoel ergens bij te horen, waar dat in hun samenlevingen sterk ontbroken had, een fantasie van onafhankelijkheid en het idee een betere wereld voor vrouwen te scheppen. In de uitvoering was de Lesbian Nation op het hoogtepunt een virtuele vrijstaat van instellingen en gemeenschappen die onderling waren verbonden door ideologie, periodieken en de netwerken van activisten. Burgers van het 'lesbisch land' hoefden op sommige plaatsen nauwelijks nog contacten met mannen te onderhouden, al werd volledige afzondering nergens bereikt. Daadwerkelijk vestigen van een eigen territorium was niet het streven en het organiseren van een staat in een staat evenmin.
De ideologie en het handelen waren dominant onder politiek bewuste lesbische vrouwen in de VS in de bloeiperiode van het streven. Onder alle vrouwen in de VS die zich tot vrouwen aangetrokken voelden, kenmerkte het gedachtegoed een kleine, maar wel erg zichtbare minderheid. In de VS is de beweging zonder meer het sterkst ontwikkeld geweest, maar het was de gedachte dat het vrouwen over de hele wereld zou verenigen en bevrijden. Het lesbisch separatisme vond een weerklank in andere landen, maar dan vooral westers georiënteerde, zoals in Canada, Australië en in Europa.

## Achtergrond
Na decennia van discriminatie in wetgeving en cultuur en van onzichtbaarheid van homoseksualiteit in de samenleving, brak kort na de Stonewall-rellen van medio 1969 de militante homo-emancipatie door. Lesbische vrouwen waren aanvankelijk betrokken bij de homobeweging, maar de meer politiek bewuste vrouwen verlieten die omdat de mannen er vaak net zo seksistisch waren als de rest van de samenleving. Ze waren veelal actief in de vrouwenbeweging, maar lesbische thema's konden daar meest niet aan de orde gesteld worden en de lesbo's werden er soms ronduit als een bedreiging gezien. Hoewel feministische organisaties op dit punt hun leven wel beterden, vormde zich eerst het lesbisch feminisme, dat sterk verweven was met het radicaal feminisme.

### Radicaal
Waar de eerste organisaties binnen de tweede feministische golf vooral trachtten verandering te bewerkstelligen binnen bestaande structuren, en dat ook bleven doen, stelt het radicaal feminisme dat de gehele maatschappij juist georganiseerd is om vrouwen in een ondergeschikte positie te houden. Het lesbisch feminisme plaatst verder vraagtekens bij de gedachte dat heteroseksualiteit normaal is. Het is bijvoorbeeld van mening dat het gezin een sociale institutie is, geschapen om vrouwen te controleren en domineren. Het lesbisch feminisme moedigt vrouwen aan om zich met hun energie en aandacht vooral op andere vrouwen te richten en zich af te wenden van de mannen(maatschappij). Daarom ook meent men dat het lesbisch feminisme een maatschappelijk op vrouwen gerichte politiek is, en niet primair gaat over seksuele aantrekking. Ten slotte is het de gedachte dat lesbo's de vrouwenbeweging als voorbeeld en als voorhoede kunnen dienen, onder meer omdat zij het van mannen onafhankelijke leven leiden dat alle vrouwen zouden moeten hebben. Een en ander betekende voor lesbische vrouwen indertijd niet slechts een streven naar acceptatie, maar het lesbianisme werd zelfs opgehemeld en gepresenteerd als een soort wondermiddel tegen alle kwalen van de mannenmaatschappij.

### Separatisme
Bijeenkomsten en instellingen waar geen mannen werden toegelaten, waren al bekend binnen het feminisme en het is een van de kenmerken van de tweede feministische golf. Lesbisch-feministen beoefenden deze afzondering uit een sterke afkeer van de mannenmaatschappij, omdat het ze een gevoel gaf ergens bij te horen en omdat ze meenden de vrouwenstrijd er een grote dienst mee te bewijzen. Verder was het de gedachte dat ze het patriarchaat ten val zouden brengen door vrouweninspanningen en -aandacht eraan te onttrekken en dat daarna een betere samenleving zou ontstaan. De instellingen en organisaties van het lesbisch separatisme zouden die betere wereld als voorbeeld dienen.

### Jill Johnston
Een van de schrijvers die van invloed was op het ontstaan van het lesbisch separatisme is de Amerikaanse auteur en cultuurcriticus Jill Johnston. In een serie essays voor de New Yorkse krant The Village Voice publiceerde ze op 14 oktober 1971 de woorden "I took a lesbian nation friend to dinner who only likes lesbians". In 1973 werd een deel van de essays gebundeld en uitgegeven onder de titel Lesbian Nation: The Feminist Solution. Het boek wordt soms gezien als een manifest voor een 'lesbisch land' en het gaf het lesbisch separatisme daarmee een naam en een politieke leuze: "Lesbian Nation". Het is echter niet geheel duidelijk of dat ook de bedoeling van de auteur was en de uitgever koos de titel van het boek.
In de essays stelt ze, aan de hand van eigen ervaringen, vooral dat lesbische vrouwen zouden moeten breken met zowel de homobeweging als met het mainstream feminisme. Het al dan niet vormen van een aparte lesbisch-feministische beweging was een van de issues in de tijd dat de essays werden gepubliceerd. In haar stukken breekt Johnston zeker een lans voor separatisme, maar het betreft meer haar kijk op de tijdgeest dan een blauwdruk voor een 'lesbisch land'. Bovendien maakt ze kwistig gebruik van woordspelingen en satire, zodat niet altijd duidelijk is waar ze precies op doelt. Toch gebruikt ze ook woorden als "the creation of a legitimate state defined by women" (het scheppen van een legitieme staat gedefinieerd door vrouwen) en schrijft ze op pagina 258:

to buy up a lot of space and establish a chain of lesbos on the mainland and invite the lesbian population and ... just forget about the men(een boel land aankopen en een keten van lesbos vestigen op het vasteland en de lesbische bevolking uitnodigen en ... de mannen gewoon vergeten)

Niettemin werd Lesbian Nation een gevleugelde uitdrukking en grote aantallen Amerikaanse lesbisch-feministen hebben zich op enig moment bezig gehouden met 'bouwen aan het lesbisch land'.

## Kenmerken
De hoofdkenmerken van het lesbisch separatisme zijn de ideologie, organisaties en instellingen voor vrouwen waar contacten met mannen werden vermeden en de omvangrijke vrouwencultuur. 

### Het lesbisch land
De Lesbian Nation was in eerste aanleg een denkbeeldige ruimte waarin lesbische vrouwen zich terugtrokken uit de samenleving. In de loop van de jaren zeventig werd het minder denkbeeldig en werd separatie meer een doel dan een middel, met name in steden. De visie was groots: een volledig zelfvoorzienende gemeenschap, geheel los van de mannenmaatschappij. Mede onder invloed van de fictie kreeg het 'lesbisch land' in veel publicaties trekken van een amazonenland, oftewel een soort Utopia voor vrouwen.

### Vrouwenwaarden
De radicaal- en lesbisch-feministische ideologieën stelden dat het zinloos was om te proberen de instituties van binnenuit te veranderen, zoals het mainstream feminisme trachtte. Het was veel beter om vanuit het niets een zelfstandige gemeenschap op te bouwen, gebaseerd op 'vrouwenwaarden' en 'vrouwenkenmerken'. Die waarden en eigenschappen werden daarbij sterk geïdealiseerd en beïnvloed door het gedachtegoed van het cultureel feminisme, dat vrouwen van nature bepaalde superieure toedicht. Een aanzienlijke hoeveelheid lesbische fictie die in die tijd werd gepubliceerd en gelezen heeft daaraan ook bijgedragen.
Al hetgeen door de mannen bedacht zou zijn, zoals structuur, organisatie en professionaliteit moest categorisch worden afgewezen. Ook de 'mannelijke bezitsdrang', die tot uiting zou komen in onder meer monogamie en kolonialisme, werd verworpen. Eenmaal bevrijd van het patriarchaat zouden vrouwen als vanzelf terugkeren naar hun 'natuurlijke eigenschappen' zorgzaamheid, geweldloosheid en gemeenschapszin. Het 'lesbisch land' zou vrij zijn van racisme, discriminatie op grond van afkomst of leeftijd, en mens en natuur zouden er vrij zijn van alle vormen van uitbuiting.
Relaties werden aanvankelijk geacht vooral niet monogaam te zijn en vrije liefde was toonaangevend. Van de lesbische communes in de VS, Europa en Oceanië is eveneens bekend dat vrije liefde er voorop stond. Uiteindelijk beviel dat maar slecht en begin jaren tachtig behoorde die praktijk goeddeels tot het verleden.

### Esoterie
De beweging werd ook gekenmerkt door een zekere hang naar esoterie en pseudowetenschap. Er was behoefte aan een nieuw soort spiritualiteit, die meer van vrouwenwaarden uitging dan de door mannen gedomineerde godsdiensten. De feministische wicca ontstond in deze periode, men had interesse in spiritualiteit op basis van een moedergodin en personificeerde de natuur als een vrouw: Moeder Natuur of Moeder Aarde.
De lesbische fictie van deze periode, die nadrukkelijk in lijn was met de ideologie en het separatisme, was onder meer van belang bij het scheppen van een lesbische mythologie. Daarbij werd kwistig gebruik gemaakt van echte en verzonnen matriarchaten en iconische onderwerpen als Sappho en de Amazonen. Het terugvinden van de al dan niet mythische oorsprong van het 'lesbisch land' had in de fictie de hoogste prioriteit. Het gedachtegoed van het lesbisch-feminisme stelde dat lesbo's en hun verrichtingen door de mannen al vele eeuwen actief uit de geschiedenis moesten zijn verwijderd. Bij het 'herontdekken' daarvan werden wetenschappelijke geschiedschrijving en pseudowetenschap makkelijk door elkaar gebruikt, en dat niet alleen in de fictie.

### Supranationaal
De beweging werd op onder meer ideologische gronden geacht supranationaal te zijn en het was nadrukkelijk de gedachte dat het 'lesbisch land' vrouwen over de hele wereld zou verbinden. Aanwijzingen voor een transnationale weerklank zijn in de literatuur bekend, maar dan vooral in westerse landen. Ideologie ging de grens over door export en soms smokkel van boeken en andere publicaties, door spreekbeurten en door conferenties.
In Nederland werd in 1976 het lesbisch-feministische collectief Lesbian Nation opgericht, dat zich ook als een deel van de internationale beweging zag. Na een vrouwenweekend verklaarde een van de leden in Het Vrije Volk:

We waren er een heel weekend bij elkaar met 73 vrouwen. “Lesbian Nation” heeft er daar in Noordwijkerhout een Nederlands filiaal bijgekregen. Het bestaat al in Duitsland en Frankrijk en natuurlijk in Amerika, waar alles begonnen is. We willen naar een vrouwenmaatschappij, zonder mannen.

### Populariteit
Zoals reeds gesteld: de aanhang van het lesbisch separatisme kenmerkte in de VS slechts een fractie van alle vrouwen die zich tot vrouwen aangetrokken voelden. Veel lesbo's hadden nauwelijks de behoefte om uit de kast te komen en vonden dat de samenleving een hoop te bieden had als ze hun geaardheid maar enigszins privé hielden. In een vroege vorm van homohoreca kwamen lesbo's bij elkaar die zich uitten middels de butch en femme-genderrollen. Lesbisch-feministen beschouwden dat als na-apen van man/vrouwrollen en keurden het sterk af, maar de aversie was wederzijds. Lesbische vrouwen van etnische minderheden vonden racisme vaak belangrijker dan hun seksuele identiteit. Mainstream feministen waren wars van de ideologie in het algemeen en van radicaal separatisme in het bijzonder. Al met al was het maar een klein deel van de 'doelgroep' die een seksuele identiteit als grond voor een politieke stroming zag, laat staan voor een revolutie.
Het bereik van de 'vrouwencultuur' was veel groter. Veel lesbisch-feministische periodieken en boeken zagen het levenslicht en alles werd even gretig gelezen. Zogenaamde 'vrouwenmuziek' trok massa's bezoeksters naar concerten en festivals en bereikte ook in de thuissituatie grote aantallen lesbo's. Dezen konden zich door het consumeren van de vrouwencultuur verbonden voelen met de beweging, al dan niet tijdelijk.
Van de voor dit artikel geraadpleegde auteurs wagen zich weinigen aan een schatting van de omvang van de beweging. Een uitzondering is Lillian Faderman, die aantallen noemt tot "in de honderdduizenden", in de hele VS en in Europa.

## Uitingsvormen
Naast de onderliggende ideologie kende het lesbisch separatisme vier uitingsvormen:
- Separatistische communes op het platteland en woongemeenschappen in steden[25]
- Een (lesbische) vrouwencultuur, mede gedragen door culturele bedrijven en festivals[34][25]
- Een privé geleefd separatisme, voor zover mogelijk[7]
- Activisme in een verscheidenheid aan vrouweninstellingen[1][34]

### Woonvormen
In 1971 werd in Washington D.C. de lesbische commune The Furies Collective opgericht. Naast het gezamenlijk voeren van een huishouden hielden twaalf jonge vrouwen zich bezig met politiek, radicale theorievorming en het uitgeven van een blad. De commune bestond slechts iets meer dan een jaar, maar was van grote invloed op het feminisme in de VS. In navolging hiervan werden in veel Amerikaanse steden en voorsteden lesbische woongemeenschappen gesticht.
Op het platteland van de Verenigde Staten werden honderden communes gevestigd, waar men zonder mannen zo zelfvoorzienend mogelijk probeerde te zijn. Op deze women's lands was plaats voor alternatieve relatie- en organisatievormen, een grote vrijheid en een verbondenheid met de natuur die meest op ecologische en spirituele wijze werd beleefd. Ook in onder meer Canada, Europa, Australië en Nieuw-Zeeland werden dat soort communes gesticht. De communes op het platteland waren hechter dan die in de stedelijke gebieden. Van, naar en tussen communes werd veelvuldig gereisd door talloze vrouwen, allen met hetzelfde doel: het 'lesbisch land' vinden en er deel van zijn. Voor de Lesbian Nation waren de communes van een grotere symbolische dan praktische betekenis.

### Cultuur
Het lesbisch separatisme is het meest bekend van de culturele sector en daar is de beweging ook van meer blijvende betekenis geweest. Ten eerste werden overal vrouwenboekwinkels opgericht, die van belang waren bij het verspreiden van ideologie en literatuur. Er werden vrouwenuitgeverijen gesticht en nieuwe distributeurs van vrouwenliteratuur verbonden deze met de winkels. Het gedrukte woord was met name van betekenis voor het bij de beweging betrekken van vrouwen die niet in de steden woonden. De vrouwenbedrijven in de culturele sector organiseerden zich doorgaans in overeenstemming met de ideologie. Iedereen moest aan alle, ook minder leuke werkzaamheden deelnemen en beslissingen werden genomen op basis van consensus. Door vrijwilligerswerk of lage salarissen konden uitgaven goedkoop gehouden worden.
Vanaf 1969 werd een aanzienlijke hoeveelheid lesbische literatuur gepubliceerd, die ook gretig werd gelezen. Het was vaak fictie, met een idealiserend of zelfs utopistisch karakter, waarbij de Amazonen, andere matriarchaten en een denkbeeldig vrouweneiland terugkerende thema's waren. De lesbische literatuur had een sterk vormend effect op de gemeenschap.
Er ontstond een heel nieuw genre muziek, de (lesbische) vrouwenmuziek, waar duidelijk ook een groot publiek voor was. Op lesbische en/of feministische festivals kwamen vele duizenden vrouwen samen om er naar muziek te luisteren en allerlei workshops bij te wonen. Ze werden in de VS 'wombstocks' genoemd, naar het iconische festival Woodstock, en er werden vanaf 1974 jaarlijks ruim twintig georganiseerd. Het Michigan Womyn's Music Festival (MichFest), met bezoekersaantallen tussen 3000 en 9000, was een van de meest succesvolle combinaties van cultuur en politiek in een separatistische omgeving. Op de festivals ervaarden bezoeksters een soms euforisch gevoel van bevrijding, alleen al door er uitsluitend onder vrouwen te zijn. Daarnaast waren de festivals een politieke onderneming op zich, doordat complete tentenkampen met alle technische muziekfaciliteiten opgebouwd en gerund werden door alleen maar vrouwen.
Door middel van de cultuuruitingen konden veel lesbische vrouwen in de VS zich met de Lesbian Nation identificeren, al dan niet tijdelijk. Naast zelfbevestiging en versterken van de gemeenschap had de muziek ook een sterk element van werving.
De populariteit van lesbische literatuur en vrouwenmuziek leidde ertoe dat ook grote, gevestigde uitgeverijen zich op die markt stortten. Met hun professionalisme en financiële slagkracht vormden ze voor de kleine vrouwenuitgeverijen een haast onmogelijke concurrentie. Toch zijn er ook voorbeelden van culturele ondernemingen die het goed deden en dat bleven doen, zoals Olivia Records.

### Geleefd separatisme
Het leiden van een leven in afzondering van de mannen was een wens van velen en hoewel niet iedereen het zich kon veroorloven, werd het fervent nagestreefd. Lesbo's deden dat door bij culturele en sociale activiteiten vooral andere vrouwen op te zoeken en een voorkeur voor vrouwenomgevingen aan de dag te leggen. Daarnaast was het consumeren van de cultuur van het 'lesbisch land' een belangrijke vorm van een gedeelde identiteit, net als bijvoorbeeld het dragen van wat toen de lesbische kledingstijlen waren. Vrouwen konden burger van het 'lesbisch land' worden door een fysieke aanwezigheid in communes of op festivals, virtueel door er binnen instellingen en organisaties aan deel te nemen, en/of symbolisch door bijvoorbeeld het luisteren van bepaalde muziek of het lezen van lesbische literatuur.
Tegelijk moest men erkennen dat het volledig vermijden van mannen onpraktisch, vaak onwenselijk en soms onmogelijk was. Men kon tenslotte te maken hebben met mannen als collega's, bij overheden, in winkels en bij dienstverleners.

### Ander activisme
Met name in de VS speelden lesbische vrouwen belangrijke rollen bij het stichten en/of runnen van op vrouwen gerichte instellingen. Daaronder vallen vrouwenhuizen, vrouwengezondheidscentra, crisiscentra voor slachtoffers van verkrachting en huiselijk geweld, inkoopcoöperaties, opleidingscentra en zelfverdedigingscursussen. Dat deden de lesbo's in samenwerking met andere vrouwen, die al dan niet lesbisch of feministisch waren. De doctrines van het radicaal- en lesbisch feminisme lieten dat ook toe, omdat alle vrouwen samen als een onderdrukte klasse werden gezien en het scheppen van veilige omgevingen van grote waarde werd geacht.
Voor betrokkenen was dit soort activisme om twee redenen extra van belang. Ten eerste kon het een rol spelen bij het nastreven van een zeer gewenste financiële onafhankelijkheid. Dat stelde lesbo's in de gelegenheid uit de kast te komen zonder voor hun baan te moeten vrezen en met mannen samenwerken was toch maar verspilde moeite. Verder zocht men nadrukkelijk naar manieren van levensonderhoud die in lijn waren met de ideologie en voor het welzijn van andere vrouwen werken paste daar prima in. Ten tweede maakte dat activisme deel uit van een leven zonder mannen.

#### Vrouwenbedrijven
Eind jaren zeventig waren er in de VS tal van bedrijven door en voor vrouwen. Voorbeelden daarvan zijn een touroperator, een resort voor lesbisch-feministen en een schildersbedrijf. Deze passen in een groter patroon van zelf klussen dat met name lesbische vrouwen zich in die periode aanleerden en waar ze ook prat op gingen. Een bron omschrijft het over de communes als volgt: in die periode was er nog een traditioneel beeld van "vrouwenwerk" en "mannenwerk", maar in de communes werd dat laatste nooit door een man gedaan. In het boek The Woman’s Carpentry Book: Building Your Home from the Ground Up (1976) werden ervaringen van communeleden vastgelegd over efficiënt en goedkoop bouwen, op een voor leken begrijpelijke wijze. Communeleden beleefden doorgaans een groot genoegen aan het zelf bouwen van de eigen onderkomens en daaruit ontstonden een aantal bouwbedrijven voor en door vrouwen.
Vanaf 1973 werden er feministische kredietunies opgericht, met als doel te investeren in meest kleine vrouwenondernemingen. De VS moet er eind jaren zeventig rond de tien van geteld hebben. Met name deze activiteit bracht binnen de Lesbian Nation discussies teweeg over de omgang met het kapitalisme van de mannenmaatschappij en over vormen van democratisch bedrijfsbestuur.

### Een voorbeeld: Kathy Rudy
In het artikel "Radical Feminism, Lesbian Separatism, and Queer Theory" beschrijft Kathy Rudy haar lesbische leven in Durham in de Amerikaanse staat North Carolina vanaf 1980. Rudy was getuige van het bestaan of de oprichting van tal van vrouwenorganisaties, zoals een alternatief gezondheidscentrum, een fitnesscentrum en een hulporganisatie voor slachtoffers van seksueel geweld. Aan drie grote universiteiten in de omgeving werden afdelingen voor vrouwenstudies opgezet. Verder bestonden er die tijd een aantal vrouwenbedrijven, waaronder een garage, een boekwinkel, uitgeverijen, vrouwenrestaurants en bars. Er werden spirituele activiteiten beoefend, waaronder feministische wicca, en de gemeenschap produceerde een grote hoeveelheid culturele uitingen in media en theaters. Zelf zocht ze constant het gezelschap van andere (lesbische) vrouwen, bij culturele bijeenkomsten, dansfeestjes en potlucks. Ze heeft het geluk er te kunnen werken voor een distributeur van lesbische muziek en meest te kunnen wonen in panden met andere lesbo's. Terwijl ze droomt over, en streeft naar een wereld zonder mannen, komen dezen in haar dagelijkse leven zo goed als niet voor.

## Negatieve ontwikkelingen: intern
Zelfs virtueel nationalisme vereist een nationale identiteit en die van de Lesbian Nation was vanaf het begin gemankeerd. De lesbische slachtofferrol en aanhangen van het lesbisch feminisme zouden moeten volstaan, maar deden dat allerminst. Nadat het enthousiasme over gemeenschappelijke achtergrond, waarden en activisme was weggeëbt, begon de beweging te radicaliseren en te versplinteren. Uiteindelijk bleken lesbische vrouwen en feministen net zo verdeeld te zijn als de rest van de samenleving en men slaagde er steeds minder in om dergelijke verschillen te overbruggen. Daarnaast was het inmiddels gebruikelijk om vooral de zusters in harde bewoordingen de feministische maat te nemen. Het 'lesbisch land' was geboren uit boosheid, maar werd er uiteindelijk door verteerd.

### Minderheden
Vanaf eind jaren zeventig kwam er kritiek op de vooral blanke en hoger opgeleide achtergrond van de vrouwen die het lesbisch feminisme en separatisme vorm gaven. Dat kwam het eerst van zwarte lesbische vrouwen en chicana's van Mexicaanse oorsprong. Zij werden gevolgd door vrouwen van andere sociale, seksuele en culturele minderheden die zich evenmin herkenden in het gedachtegoed van het lesbisch separatisme. Deze vrouwen hadden last van andere vormen van discriminatie dan die op basis van hun geaardheid alleen. Ook bestreden zij die met vaak andere middelen dan afzondering van de samenleving. Het was de bijl aan de wortels van het radicaal feminisme, dat ervan uitgaat dat alle vrouwen samen één onderdrukte klasse vormen. Ook de leerstellingen van het cultureel feminisme, dat alle vrouwen van nature (dezelfde) superieure eigenschappen toedicht, waren onder die omstandigheden onhoudbaar. De gedroomde wereldwijde lesbische identiteit en verbondenheid vielen hiermee eveneens in duigen en van een Lesbian Nation kon geen sprake meer zijn.
Lesbische gemeenschappen trachtten inclusiever te worden naar andere minderheden toe, maar dat had weinig effect. Een aantal minderheden organiseerde zich in subgroepen. Weer andere groepen leverden felle kritiek op de leerstellingen van de beweging. Oudere lesbisch-feministen vonden dat ze betutteld werden en radicaal socialistische vrouwen dat ze overgenomen werden. Lesbisch feministen met een handicap, overgewicht of afkomstig van de werkende klasse: allemaal klaagden ze dat ze door hun zusters werden onderdrukt. Naar kritiek luisteren en ernaar handelen was gebruikelijk in de beweging, maar het leidde er ook toe dat enorme hoeveelheden energie werden besteed aan conflicten.

### De twee kanten van het separatisme
Elke afscheiding op basis van identiteit sluit in, maar vooral ook uit: wie hoort erbij en wie niet. Geboren uit de wens een grote groep vrouwen in te sluiten, kenmerkte het lesbisch separatisme zich gaandeweg vooral door het uitsluiten van allerlei groepen. In de communes en andere woongemeenschappen werden discussies gevoerd over de toelaatbaarheid van mannenbezoek, familie daarbij inbegrepen. Sommige separatisten wilden wel met andere feministen samenwerken, anderen niet. De meest radicale wilden alleen met andere lesbische separatisten optrekken.
De vraag of ook biseksuele vrouwen aan de beweging konden deelnemen leidde tot hevige controverses, waarbij ook harde woorden vielen. In de samenleving raakte het meer geaccepteerd, maar juist niet binnen het lesbisch feminisme. Men erkende dat mensen bi kunnen zijn, maar vond dat de politieke keuze dan voor vrouwen zou moeten zijn. Praktiserende biseksuele vrouwen werden gezien als verraders.

#### Transvrouwen
Een kleine maar hardnekkige minderheid van radicaal- en lesbisch-feministen beschouwt transvrouwen niet als vrouwen en wil ze uitsluiten van vrouwenomgevingen en van de vrouwenstrijd. Op de West Coast Lesbian Conference van 1973 leidde een optreden van de trans-lesbische zangeres Beth Elliott tot grote ophef. Elliott werd er door een deel van de aanwezigen in harde woorden van beschuldigd een man en een infiltrant te zijn. Bij een haastig georganiseerde stemming onder de deelnemers bleek een meerderheid het optreden van Elliott te steunen. In 1976 kwam de platenmaatschappij Olivia Records onder vuur te liggen omdat ze een transvrouw als geluidstechnicus in dienst had. Olivia weigerde afstand te nemen van haar medewerker en beide werden in lesbisch-feministische publicaties aan het kruis genageld.
De betreffende technicus was in 1979 nogmaals doelwit van een snoeiharde ad hominem in het anti-transwerk The Transsexual Empire: The Making of the She-Male van Janice Raymond. Het boek werd indertijd nog met instemming begroet, ook in bijvoorbeeld wetenschappelijke kringen. Gaandeweg kantelde de maatschappelijke visie op dat onderwerp, met name na de hoogtijdagen van het separatisme. Vanaf de jaren negentig raakten het lesbisch feminisme en -separatisme erdoor in diskrediet.

## Negatieve ontwikkelingen: extern

### Seksualiteit
Rond 1980 raakte de vrouwenbeweging sterk verdeeld over een aantal onderwerpen die met seksualiteit te maken hebben, zoals pornografie, prostitutie en sm. De conflicten die daaruit ontstonden staan bekend als de 'feminist sex wars' en ze markeren het einde van de tweede feministische golf in de VS. In de publieke beeldvorming werd het lesbisch feminisme ingedeeld bij het door anderen als preuts en beperkend omschreven kamp van de anti-porno feministen, hoewel dat niet helemaal terecht was.
Vanaf 1981 trof de ziekte aids de lhbt-gemeenschap hard, en wel op twee manieren. Ten eerste was de ziekte ongenadig en toen nog onbehandelbaar en ten tweede was de reactie van de samenleving er een van stigma en discriminatie. Lesbische vrouwen zagen het als hun plicht de homomannen bij te staan in hun strijd voor medische erkenning, maatschappelijk medeleven en politiek ingrijpen. Vanuit een positie van separatie was dat niet goed mogelijk, dus zocht men de samenleving weer op.

### Veranderde samenlevingen
Ten slotte werd in de jaren tachtig duidelijk dat de diverse emancipatiebewegingen in de westerse samenlevingen belangrijke veranderingen teweeg hadden gebracht. Ze waren veel minder vrouwonvriendelijk en lesbovijandig dan in het verleden. Onder die omstandigheden was separatie eigenlijk niet meer te verkopen. De communes op het platteland kenden vanaf midden jaren tachtig een neerwaartse spiraal door uitstroom van bewoonsters.
Ook kon een veranderde samenleving bij lhbt-ers een diep verlangen bevredigen: de wens om vooral "normaal" te zijn. Toen dat binnen bereik begon te komen, werd separatisme door de meesten als strategie verlaten. Halverwege de jaren tachtig was aan praktijk van separatisme goeddeels een einde gekomen, al heeft een deel van de communes nog langer bestaan. Een aantal van de betreffende periode gestichte bedrijven en instellingen heeft nog geruime tijd bestaan, of bestaat nog steeds.